# Bethel (Connecticut, város)
Bethel város az Amerikai Egyesült Államok Connecticut államában, Fairfield megyében. Lakosainak száma 20 358 fő (2020. április 1.).

## Népesség
A település népességének változása:

| 2010 | 18 584 |
| 2020 | 20 358 |